# Кэндлстик-парк
Кэндлстик-парк (англ. Candlestick Park) — стадион, расположенный в Сан-Франциско (штат Калифорния). Первоначально стадион был построен для бейсбольного клуба «Сан-Франциско Джайентс», который выступал на этом стадионе с 1960 до 2000 года, когда команда переехала в «Пасифик Белл-парк» (сейчас «AT&T-парк»). С 1971 по 2013 года здесь также проводила свои домашние матчи команда Национальной футбольной лиги «Сан-Франциско Форти Найнерс». Перед началом сезона 2014 года «Форти Найнерс» переехали в «Ливайс Стэдиум».
Стадион был расположен в Кэндлстик-Пойнте, на западном берегу залива Сан-Франциско. Из-за своего расположения на побережье, на стадионе часто дул сильный ветер с океана, который создавал неблагоприятные условия для игры. Однако на момент строительства сооружения это место было одним из немногих имеющихся в городе, где можно было бы построить стадион и 10 000 парковочных мест, поэтому возводить стадион пришлось на этом месте.

## Снос
Первоначально власти города планировали построить новый стадион вместимостью 68 000 человек на Кэндлстик-Пойнте. Однако 8 ноября 2006 года «Форти Найнерс» объявили, что не собираются оставаться в Сан-Франциско, а будут продвигать идею о строительстве нового стадиона в Санта-Кларе (штат Калифорния). Из-за этого 13 ноября 2006 года руководство города сняло свою заявку на проведение Олимпийских игр 2016 года, так как строительство нового стадиона, который должен был стать краеугольным камнем заявки, стало нецелесообразно. 19 апреля 2012 года в Санта-Кларе началось строительство нового стадиона, который 8 мая 2013 года был назван «Ливайс Стэдиум». Строительство же его было завершено 17 июля 2014 года.
С уходом «Форти Найнерс» «Кэндлстик-парк» остался без основного арендатора. Вначале снос здания был запланирован вскоре после проведения последней игры «Форти Найнерс» в сезоне 2013 года, однако потом дата была перенесена на конец 2014 — начало 2015 года и было запланировано несколько специальных мероприятий до этого времени. В апреле 2014 года было объявлено, что последним концертом на стадионе станет выступление Пола Маккартни 14 августа 2014 года.
Снос сооружения начался в ноябре 2014 года. В январе 2015 года компания, занимающаяся разрушением здания, отозвала свою заявку на взрыв стадиона. Вместо этого началось постепенное разрушение стадиона, что было связано с возможным загрязнением окружающей среды пылью. Завершение работ планируется на март 2015 года.